# Florrie
Florence Ellen Arnold, nota come Florrie (Bristol, 28 dicembre 1988), è una cantautrice e batterista britannica.

## Biografia
Originaria di Bristol, ha iniziato la sua carriera di batterista a Londra all'età di 17 anni.
Dopo un'audizione con esito positivo con il team di produzione Xenomania, ha partecipato alla realizzazione del singolo The Promise delle Girls Aloud (2008). Ha collaborato quindi in diverse produzioni targate Xenomania per artisti come Alesha Dixon, Rebecca Ferguson, Kylie Minogue, Pet Shop Boys e The Saturdays. È coautrice del brano Something New delle Girls Aloud (2012) e del brano What Are You Waiting For? dei The Saturdays (2014).
Nel febbraio 2010 debutta come artista indipendente pubblicando Call 911, un remix di Fred Falke. Nel novembre dello stesso anno pubblica l'EP Introduction, reso disponibile in download gratuito su internet.
Nel giugno 2011 pubblica un secondo EP dal titolo Experiments, anticipato dal singolo Begging Me, che era stato diffuso in aprile. Per il videoclip del singolo I Took a Little Something (luglio 2011) collabora con la casa di moda Dolce & Gabbana. Nel maggio 2012 pubblica l'EP Late.
Nell'aprile 2014 debutta con la Sony Music pubblicando l'EP Sirens, composto da cinque tracce, di cui tre sono state accompagnate da videoclip promozionali. Le strade con la Sony si separano quasi immediatamente a causa di divergenze artistiche che portano anche allo scartamento del suo album di debutto.
Nel 2019 l'artista ritorna sulle scene con un nuovo singolo dal titolo Borderline. 
Dopo la pubblicazione di altri singoli, nel dicembre 2023 pubblica la compilation Personal per l'etichetta Xenomania UK Limited. Nel giugno 2024 vede finalmente la pubblicazione del suo primo album in studio ufficiale, dal titolo The Lost Ones. Il disco è coprodotto dalla stessa artista con Brian Higgins e Ben Taylor.
Nell'agosto 2024 pubblica il singolo Swimming Pool accompagnato dal relativo videoclip diretto da Archie Campbell, che già aveva collaborato con l'artista.

## Discografia

### Album in studio
- 2024 - The Lost Ones

### Raccolte
- 2023 - Personal

### EP
- 2010 - Introduction
- 2011 - Experiments
- 2012 - Late
- 2014 - Sirens